# Paisajismo acuático

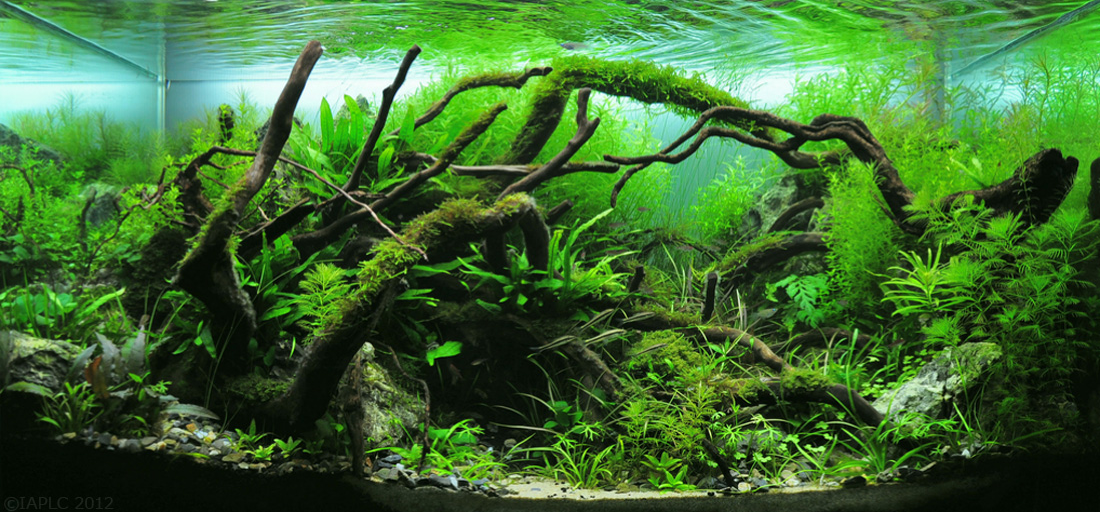
Paisaje acuático que evoca una cueva rodeada por árboles muertos.

El paisajismo acuático es el arte y la técnica de conjuntar de forma estética piedras, rocas, plantas acuáticas o maderas fosilizadas en el interior de un acuario. Es decir: es una forma de jardinería bajo el agua (Jardín acuático).
Los diseños del paisajismo acuático presentan diversos estilos, como los acuarios de estilo neerlandés, plantados al modo de un jardín, o los de estilo japonés inspirados en la naturaleza. Por lo general, un paisaje acuático albergará tanto peces e invertebrados acuáticos como plantas, aunque es también posible crear una composición solo con plantas, o incluso únicamente con rocas.
A pesar de que el objetivo primario sea crear un paisaje subacuático artísticamente dispuesto, deben tenerse también muy en cuenta los aspectos técnicos del mantenimiento de las plantas acuáticas. Para asegurar la persistencia del sistema cerrado de un tanque de acuario es preciso equilibrar multitud de factores, entre los que se incluyen el filtrado, el mantenimiento de niveles de dióxido de carbono e iluminación adecuados para la fotosíntesis y el control del crecimiento de algas.
Los aficionados al paisajismo acuático intercambian plantas, convocan concursos y comparten fotografías e información a través de Internet. La Asociación de Jardineros Acuáticos de Estados Unidos cuenta con alrededor de 1.200 miembros.

## Diseños

### Estilo neerlandés

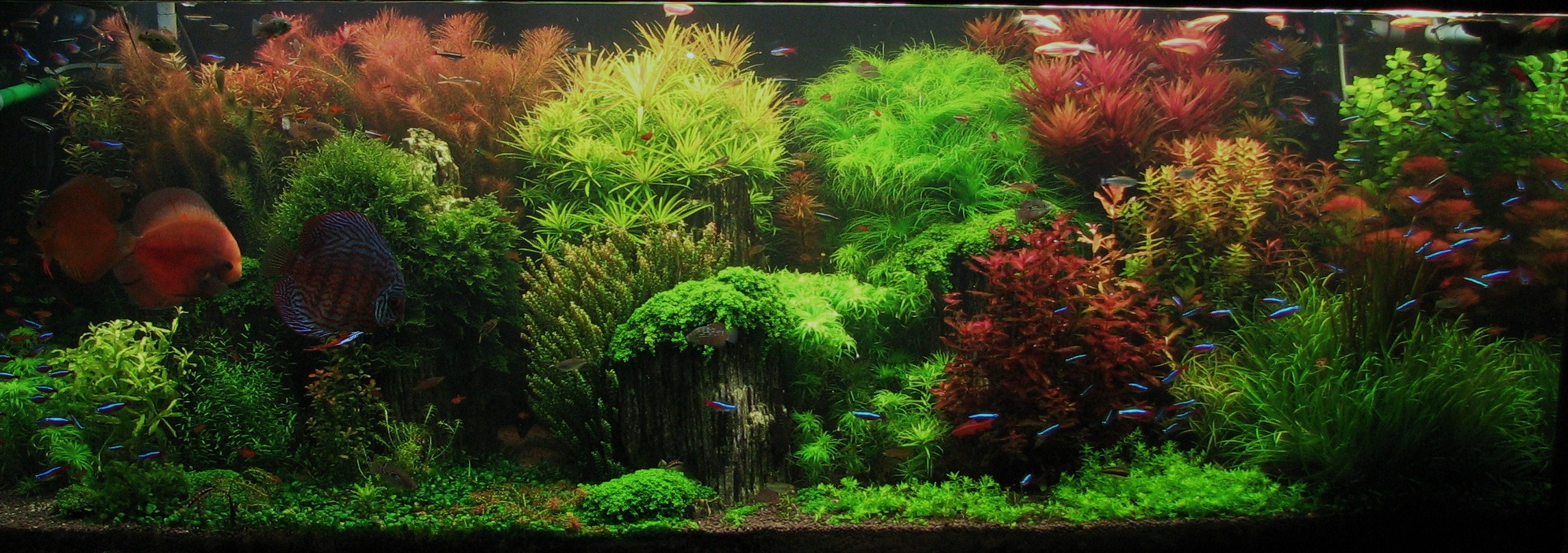
Acuario de estilo neerlandés.

Los acuarios de estilo neerlandés incluyen múltiples especies de plantas, con hojas de distintos colores, medidas y texturas que imitan un jardín en flor. Este estilo se desarrolló en los Países Bajos en la década de 1930, cuando comenzaron a estar disponibles los equipos comerciales para acuarios de agua dulce. Enfatiza el papel de las plantas mediante su ubicación en terrazas de alturas diferentes y frecuentemente prescinde de rocas o madera. Las líneas de plantas que corren de derecha a izquierda se conocen como «calles neerlandesas». Pese a los muy diversos tipos de plantas que se emplean, es frecuente ver agrupaciones de plantas pulcramente recortadas con finos follajes plumosos, como la Limnophila aquatica o varias especies de Hygrophila, así como los tonos rojos de Alternanthera reineckii o Ammania gracilis. Más del 80% del suelo del acuario está cubierto con plantas, y poco o ningún substrato queda visible. Las plantas de mayor altura se sitúan en la parte posterior y servían originariamente para esconder el voluminoso equipamiento de la parte trasera del tanque.

### Estilos japoneses

#### Paisajismo naturalista

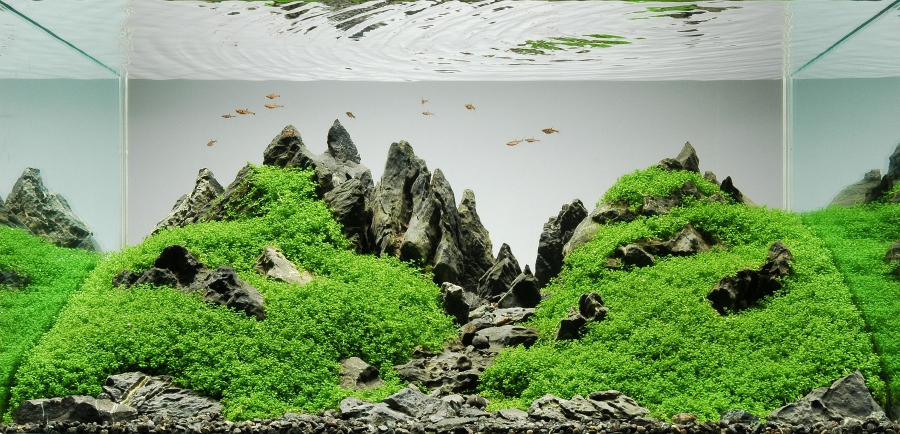
Un acuario de estilo naturalista que recuerda una cadena de montañas.

Una aproximación diferente es el «paisajismo naturalista», o estilo japonés, propuesto en los años 1990 por Takashi Amano. Amano, con su trilogía Nature Aquarium World originó una ola de interés por la jardinería acuática, citándosele como «creador de un nuevo estándar en acuariofilia». Las composiciones de Amano se fundamentan en las técnicas de jardinería japonesa que intentan imitar paisajes naturales mediante la disposición asimétrica de relativamente pocas especies de plantas, así como en las reglas observadas en los jardines zen acerca de la cuidadosa selección de piedras o troncos, por lo general con un único punto focal. El objetivo es evocar un paisaje terrestre en miniatura. Este estilo bebe sobre todo del concepto estético japonés del Wabi-sabi (侘寂?), que se centra en la transitoriedad y el y minimalismo como fuentes de belleza. Hace uso de plantas con hojas pequeñas, como Glossostigma elatinoides, Eleocharis acicularis, Eleocharis parvula, Echinodorus tenellus, Hemianthus callitrichoides o Riccia fluitans, pequeños helechos acuáticos, como los del género Lomariopsis y «musgo de java» (Vesicularia dubyana o Taxiphyllum barbieri) con el propósito de imitar hierba o musgo. Los colores son más limitados que en el estilo neerlandés, y el sustrato no queda totalmente cubierto. Normalmente se introducen peces o gambas de agua dulce como Caridina multidentata o Neocaridina davidi, siendo estas últimas eficaces en el control de la proliferación de algas. No obstante, por razones de minimalismo, el número de especies es a menudo limitado.

#### Estilo Iwagumi

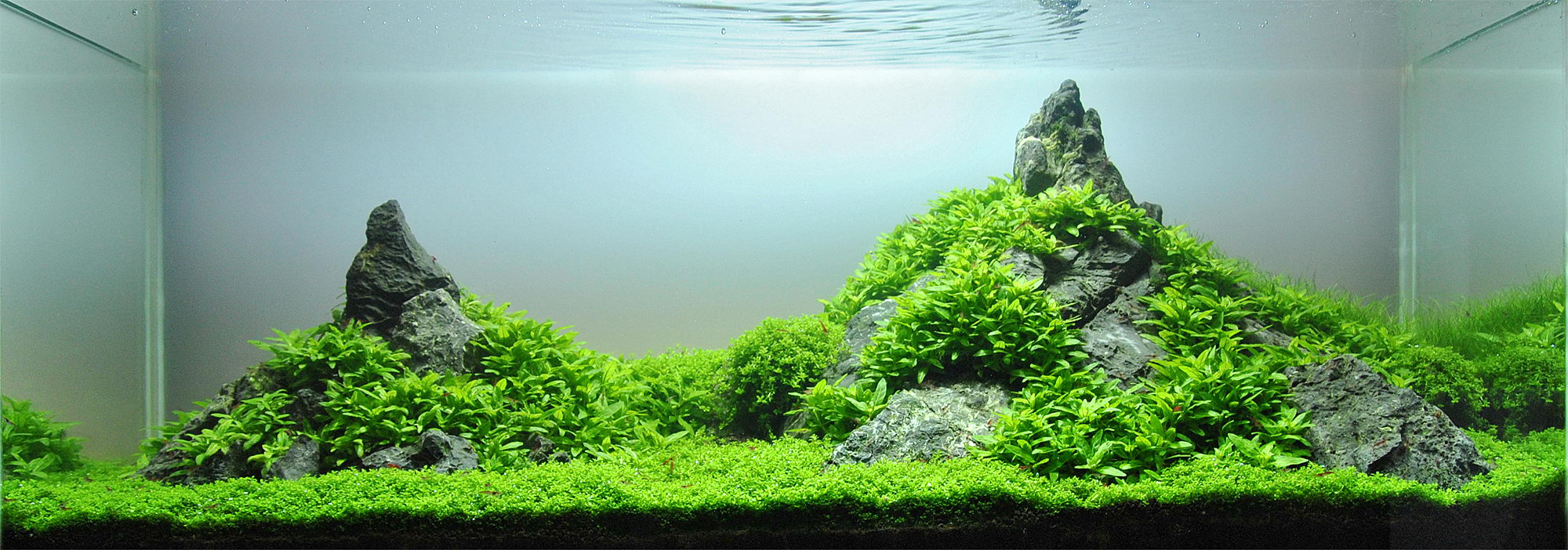
Acuario de estilo Iwagumi, con la piedra Oyaishi a la derecha.

El estilo Iwagumi es un subtipo concreto del estilo naturalista. La palabra Iwagumi (岩組?) significa en japonés «formación rocosa» y sirve para describir un diseño en el que las piedras juegan el papel principal. En el estilo Iwagumi, cada piedra tiene un nombre y una función concreta. Las rocas proporcionan la estructura básica, con una geometría que incluye generalmente tres piedras principales, una más grande y dos más pequeñas, aunque pueden usarse también rocas adicionales. La Oyaishi (親石?), o piedra principal, se coloca ligeramente descentrada y las Soeishi (添石?), o piedras acompañantes, se agrupan en su proximidad, mientras que las Fukuseki (副石?), o piedras secundarias, ocupan posiciones subordinadas. Se considera especialmente importante la ubicación del punto focal de la composición, que se establece en gran medida por la ubicación asimétrica de la piedra Oyaishi.

### Estilo jungla

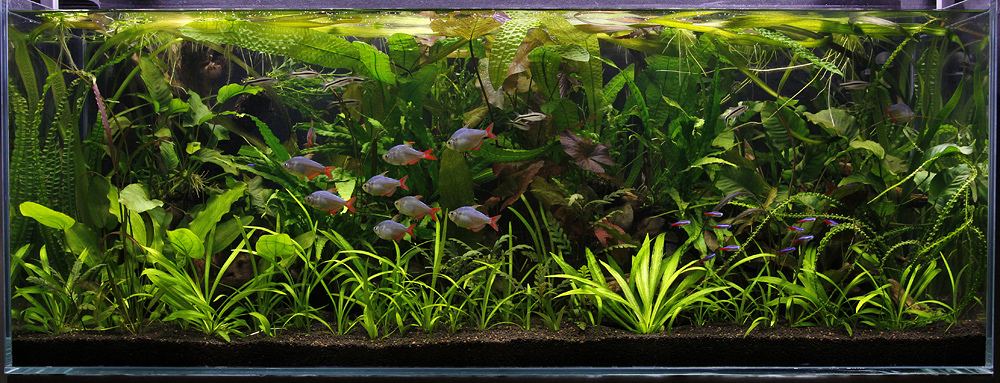
Paisaje acuático de tipo jungla.

Algunos acuaristas referencian también un estilo «jungla » o «jungla salvaje» diferente tanto del estilo neerlandés como del estilo naturalista. Su característica fundamental es permitir que las plantas adopten un aspecto natural y exento de podas. Los acuarios de tipo jungla suelen mostrar pocos elementos sólidos (madera o rocas) y escaso espacio abierto. Las plantas de hojas robustas y formas más toscas, como Echinodorus bleheri, proporcionan un aspecto salvaje a la composición. A diferencia del estilo naturalista, el estilo jungla no sigue líneas limpias, ni emplea texturas delicadas. Se imita el efecto del dosel arbóreo mediante la combinación de sustratos oscuros, plantas altas que crecen hasta la superficie y plantas flotantes que bloquean la luz ofreciendo un aspecto tamizado. Otras plantas frecuentes en acuarios de tipo jungla son Microsorum pteropus, Bolbitis heudelotii, Limnobium laevigatum y diversas especies de los géneros Sagittaria, Vallisneria, Crinum , Aponogeton, Echinodorus, Hygrophila o Anubia.

### Acuarios de biotopo

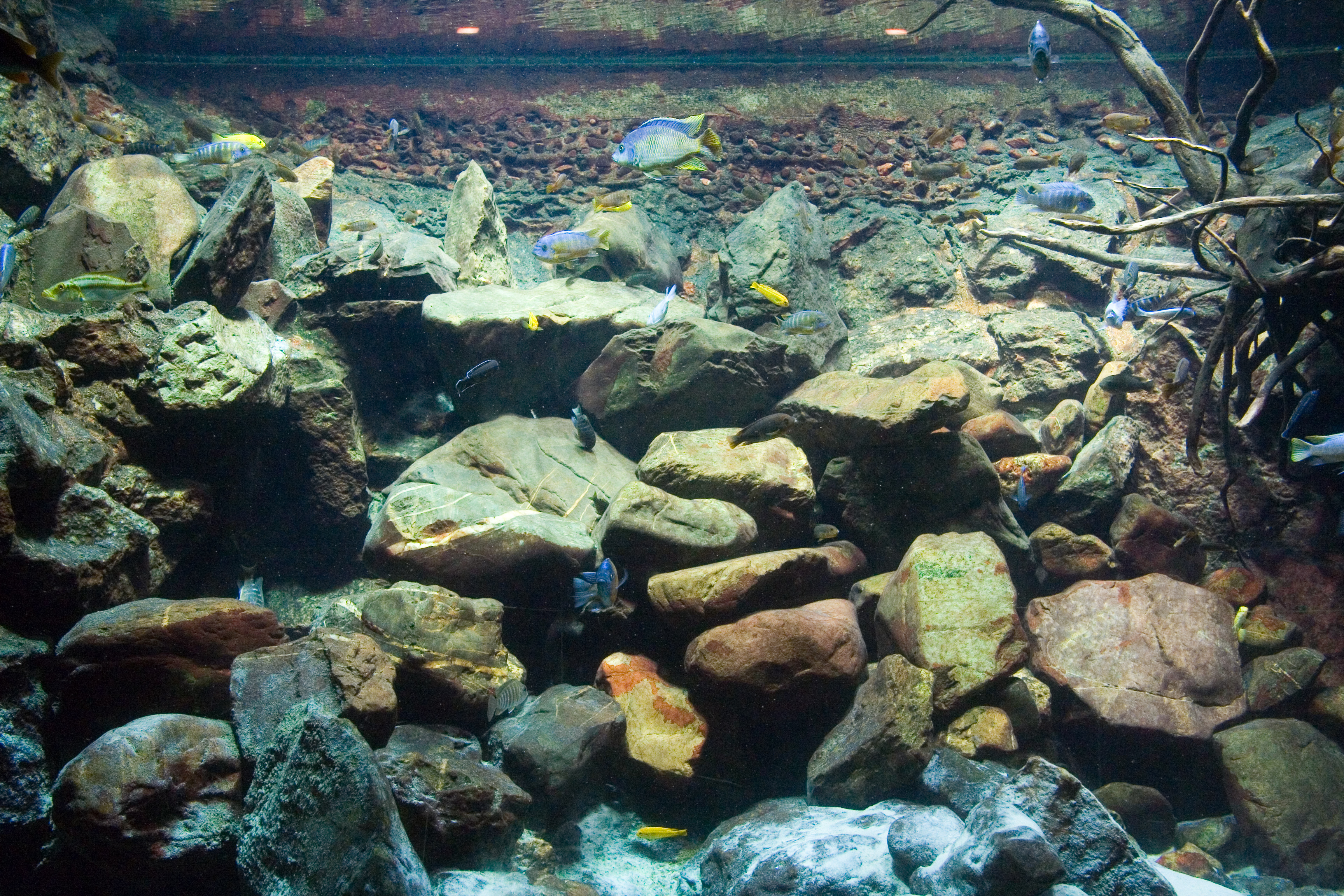
Biotopo con cíclidos del Lago Malawi, en el Artis Royal Zoo de Ámsterdam. Nótese la ausencia de plantas verdes, propia de los hábitats de los lagos del Gran Valle del Rift.

Los estilos anteriores combinan especies de plantas y animales en función del impacto visual deseado, sin considerar su origen geográfico. Los acuarios de biotopo, en cambio, están diseñados para replicar exactamente un hábitat acuático concreto en una ubicación geográfica particular. Las plantas y los peces deben corresponder a los que se encontrarían en la naturaleza en el hábitat representado. Así mismo, se replica cualquier otro elemento, como rocas, madera o incluso la composición química del agua. Dado que solo se incluyen organismos que viven juntos en la naturaleza, un acuario de biotopo permite el estudio de las interacciones ecológicas en un marco relativamente natural.

### Paludarios

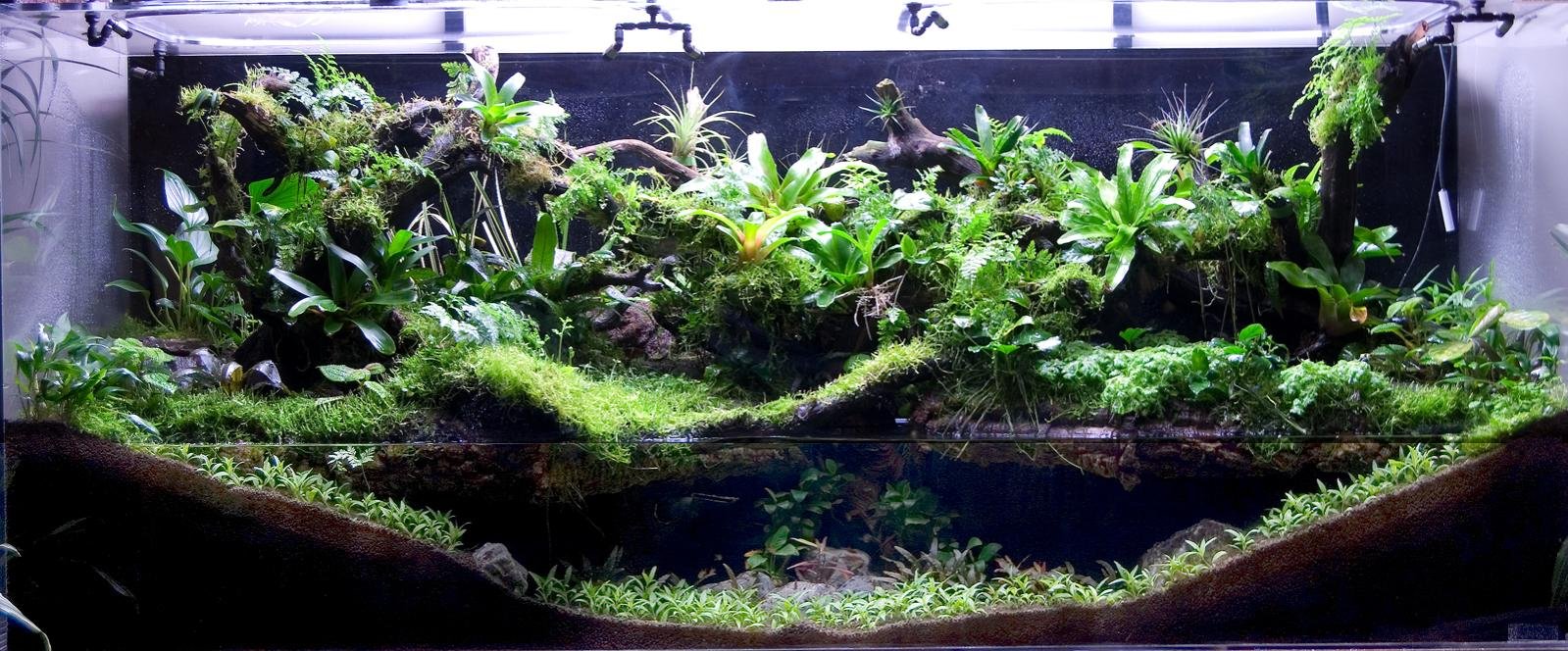
Paludario.

Un paludario es un acuario que combina entornos acuáticos y terrestres. Estos diseños pueden representar hábitats como selvas tropicales, junglas, riveras, marismas, o playas. En un paludario, parte del acuario queda bajo el agua y parte por encima. El sustrato se dispone de tal modo que algunas zonas terrestres emergen sobre la línea del agua, dado que el recipiente solo se llena de forma parcial. Esto permite el crecimiento de plantas como Cyperus alternifolius y Spathiphyllum wallisii, así como varias Anubias y algunas bromeliáceas, que crecen tanto con las raíces sumergidas y las partes superiores al aire, como completamente bajo en agua. En algunas configuraciones se incluyen plantas flotantes como Eichhornia crassipes o Pistia stratiotes. A diferencia de otros acuarios, los paludarios son especialmente aptos para el mantenimiento de anfibios.

### Arrecifes de agua salada

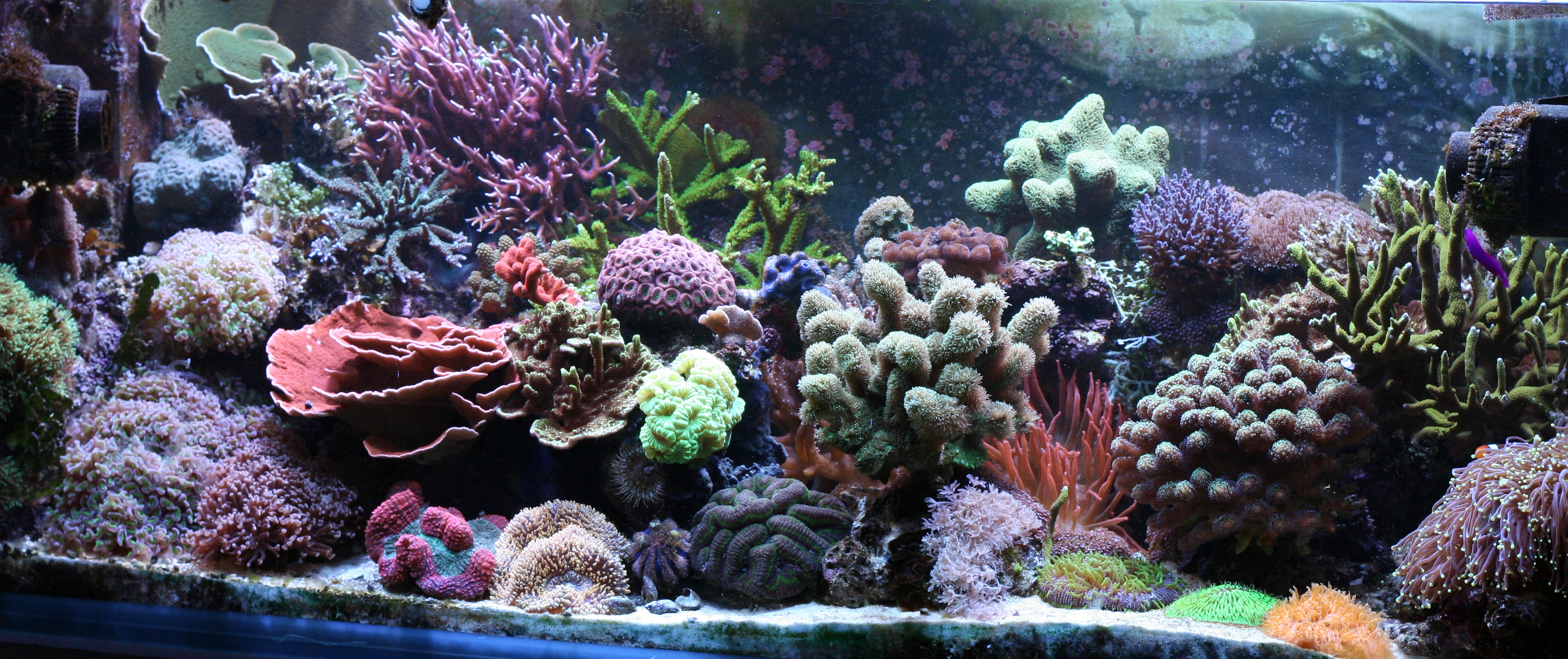
Acuario de arrecife.

Los estilos neerlandés y japonés son propios de acuarios de agua dulce ya que hay pocas plantas ornamentales que crezcan en agua salada. Los acuarios marinos intentan, en cambio, imitar el aspecto de un arrecife. La roca viva forma la estructura principal de estos acuarios, que se pueblan con corales y otros invertebrados marinos así como algas coralinas, que cubren la misma función estética que las plantas en el agua dulce.

La iluminación juega un papel especialmente importante en los acuarios de arrecife. Muchos corales, además de moluscos como las tridacnas, contienen organismos fluorescentes endosimbiontes llamados zooxantelas. Una iluminación intensa y potenciada en las longitudes de onda ultravioletas favorece esa simbiosis y, con ella, la salud de los invertebrados, a la vez que resalta los colores brillantes emitidos por los microorganismos fluorescentes.

## Técnicas

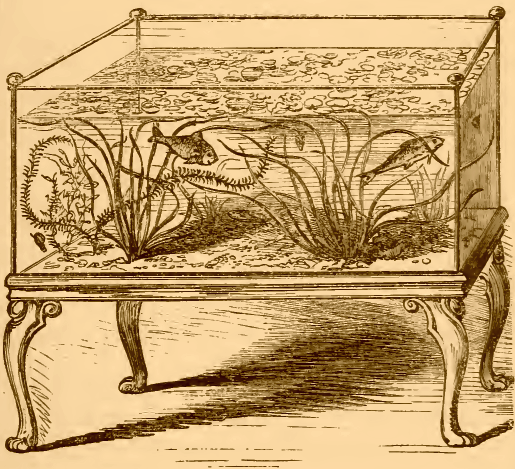
Desde la época victoriana, los acuaristas han plantado sus tanques, como se ve en este ejemplo de 1856 que contiene Vallisneria spiralis.

Además de atención al diseño, el paisajismo acuático de agua dulce también requiere métodos concretos para mantener la salud de las plantas acuáticas. Las plantas se podan a menudo para obtener la forma deseada, y pueden ser ligadas con hilos para mantenerlas en su ubicación. Se emplean también fertilizantes, líquidos o en pastillas y algunos sustratos de acuario contienen laterita, que también proporciona nutrientes a las plantas.
También se precisa favorecer la fotosíntesis, proporcionando luz y dióxido de carbono. Existe una amplia variedad de sistemas de iluminación que permiten reproducir el espectro solar, por lo general con una potencia de entre 0.5 y 1 vatios por litro. Las luces se controlan mediante temporizadores que permiten que las plantas acomoden su ritmo biológico. Dependiendo del número de peces y plantas, también puede precisarse la adición de dióxido de carbono, bien mediante sencillos sistemas caseros realizados con una botella de refresco rellena de levadura, agua tibia, y azúcar, conectada a un aireador, o bien mediante una bombona de CO2 presurizado que inyecta burbujas al agua de acuario.
Las algas (tanto cianobacterias, como algas pluricelulares) se consideran una plaga y se controlan por diversos procedimientos. Uno es el uso de animales que consumen algas, como algunos peces (notablemente ciprínidos de los géneros Crossocheilus y Gyrinocheilus, y siluriformes de los géneros Ancistrus, Hypostomus, y Otocinclus), gambas de agua dulce, como Caridina multidentata, o caracoles de agua dulce. Otro es el uso de CO2 e iluminación adecuada para promover el crecimiento rápido de las plantas, de forma que compitan favorablemente por los nutrientes, cuyo nivel se controla para asegurar que las plantas utilizan todo el fertilizante sin dejar nutrientes para las algas.
Aunque muchos acuaristas utilizan una cantidad considerable de equipo para proporcionar iluminación, filtrado y suplementos de CO2 a sus acuarios, otros eligen mantener acuarios con menos tecnología, siendo también posible conseguir así resultados positivos.  Esta aproximación, a veces llamada «de baja tecnología» o «plantado natural» fue popularizada por Diana Walstad y puede requerir el uso de tierra en algunos lugares en sustitución de la grava del acuario, eliminando los aparatos de CO2 y limitando tanto la excitación lumínica como la potencia de los filtros. En este caso, se limitará el número de peces para mantener sus residuos bajo control, siendo las propias plantas las encargadas de buena parte de la función limpiadora llevada a cabo normalmente por los filtros, al emplear como fertilizante las propias deyecciones de los peces.

## Acuarios públicos

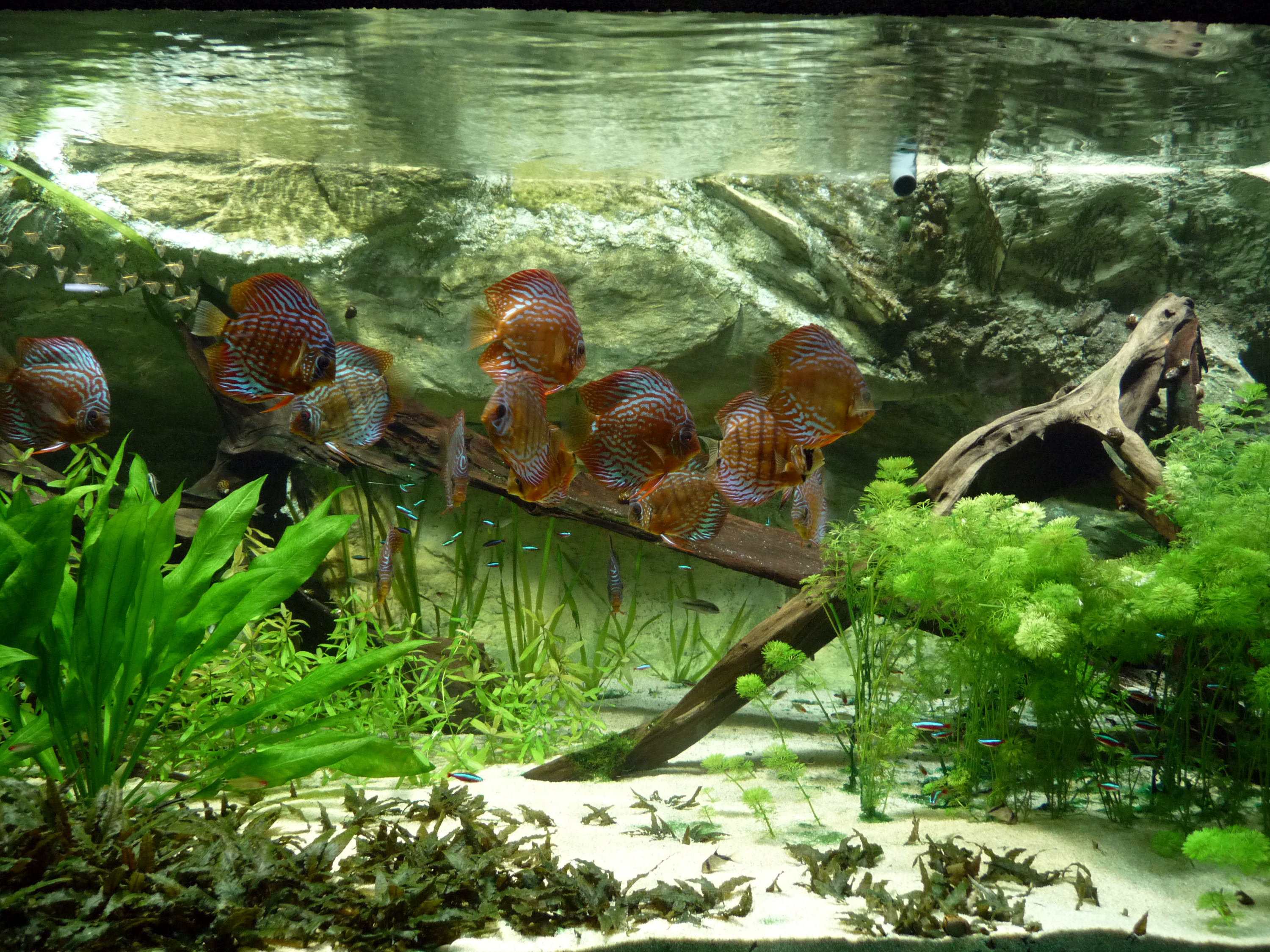
Discos y tetras cardenal en un montaje de biotopo amazónico en el acuario del Palais de la Porte Dorée, en París.

Los grandes acuarios públicos suelen cuidar el paisajismo de sus montajes. En época tan temprana como los años 1920, el Acuario de Nueva York incluyó un acuario con morenas decorado con toba calcárea y dispuesto de modo que imitase un arrecife de coral, que incluía también algunos corales pétreos y gorgonáceas. Dado que flora y fauna suelen presentarse en sus propios hábitats, los acuarios de hoy en día se plantean como reproducciones cuidadosas de sus correspondientes biotopos.